# Kœstlach
Kœstlach é uma comuna francesa na região administrativa de Grande Leste, no departamento Alto Reno. Estende-se por uma área de 8,19 km². Em 2010 a comuna tinha 514 habitantes (densidade: 62,8 hab./km²).